# Che male c'è
Che male c'è è un singolo del cantautore italiano Pino Daniele, il terzo estratto dal sedicesimo album in studio Dimmi cosa succede sulla terra, pubblicato nel 1997.
Il brano ottenne un grande successo e vinse il Festivalbar 1997. Che male c'è divenne presto una delle canzoni più amate di Pino Daniele, grazie alla sua capacità di trasmettere l'amore e la felicità attraverso la musica.

Pino Daniele nel 1998, quando durante un'intervista sulla sua Che male c'è incontrò Massimo Troisi

## Descrizione
Che male c'è è un brano che parla della felicità che si può trovare in una relazione. Nel testo, l'artista invita la persona amata a abbracciarlo e a restare con lui, sottolineando il legame profondo che li unisce, e dimostrando un amore sconfinato per la persona. La canzone trasmette un senso di gioia e di speranza, sottolineando che non c'è niente di male p di cui vergognarsi nel vivere appieno l'amore sconfinato che unisce i due amanti. Pino Daniele dice che la sua vita appartiene alla persona, ed esprime anche la sua gratitudine per aver incontrato questa persona speciale, definendolo un vero e proprio "paradiso". Nel farlo, l'autore utilizza un linguaggio poetico e romantico per esprimere l'intensità dell'amore e l'importanza di aver trovato la propria anima gemella.
La melodia, una fusione di soul, pop e R&B, intende accompagnare il contenuto del testo creando un'atmosfera positiva e allegra.

## Riconoscimenti
Il brano, oltre a vincere il Festivalbar 1997, riceve il titolo di "Canzone Italiana dell’anno" al Premio italiano della musica.